# Junta de Gobierno de Chile

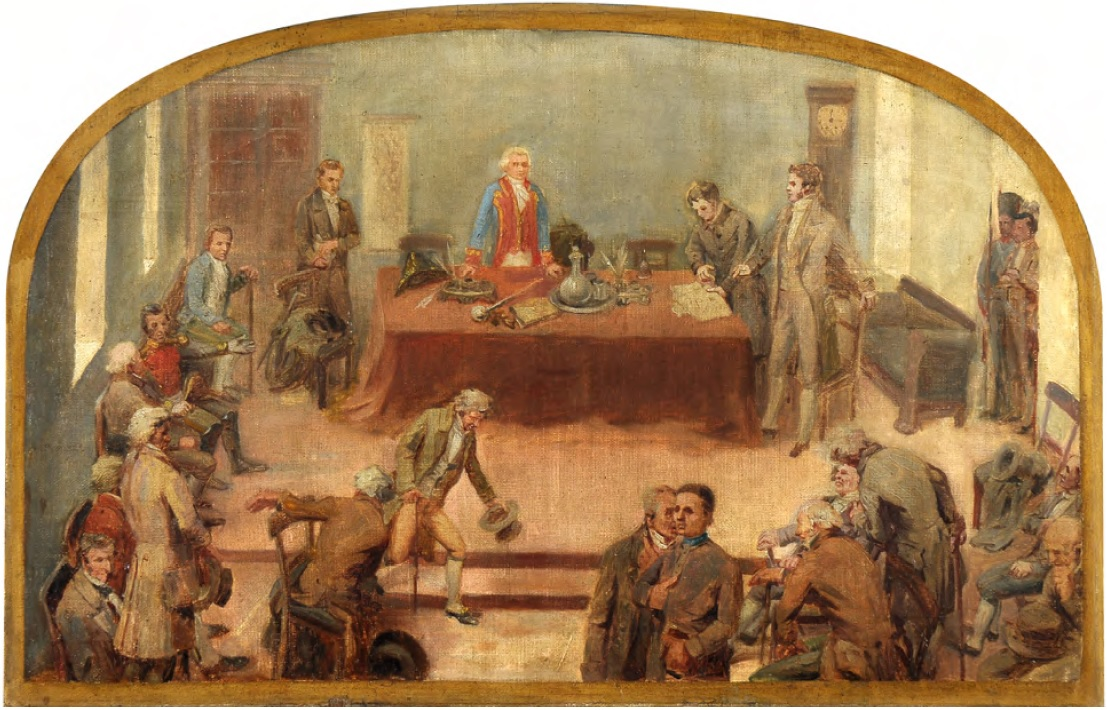
La Junta Provisional Gubernativa de 1810.

Durante periodos de acefalía o interrupción del orden constitucional, en Chile han asumido el poder numerosas Juntas de Gobierno, órganos pluripersonales o colegiados, muy comunes especialmente en los primeros años del proceso que culminó con la independencia del país. En aquella época, surgieron a imagen de las juntas establecidas en España durante la ocupación napoleónica, entendiendo que la Junta Suprema Central, instaurada por el pueblo de la metrópoli, no tenía autoridad sobre los dominios americanos por ser estos posesiones de la Monarquía Hispánica.
La primera junta establecida en Chile fue la Junta Provisional Gubernativa constituida el 18 de septiembre de 1810. Posteriormente, las juntas de gobierno se han mantenido en la historia de Chile como último recurso político en donde el poder devuelve al pueblo y es ejercido por algunos de sus miembros designados de forma excepcional (habitualmente la aristocracia en el siglo XIX y posteriormente las Fuerzas Armadas), un concepto heredado de la filosofía política de la Hispania visigoda, particularmente del pensamiento de San Isidoro de Sevilla.

## Patria Vieja

### Junta Gubernativa del Reino de 1810
| Cargo          | Nombre |
| -------------- | --- |
| Presidente     | Mateo de Toro y Zambrano |
| Vicepresidente | José Martínez de Aldunate |
| Vocales        | Fernando Márquez de la Plata Juan Martínez de Rozas Ignacio de la Carrera Cuevas Coronel Francisco Javier de Reina Juan Enrique Rosales |
| Secretarios    | José Gaspar Marín José Gregorio Argomedo                                                                                                |

### Autoridad Ejecutiva Provisoria de 1811
| Cargo                                  | Nombre                                                                      |
| -------------------------------------- | --------------------------------------------------------------------------- |
| Miembros                               | Coronel Martín Calvo Encalada Juan José Aldunate Francisco Javier del Solar |
| Suplente de Francisco Javier del Solar | Juan Miguel Benavente                                                       |
| Asesor letrado                         | José Antonio Astorga                                                        |
| Secretario                             | Coronel Manuel Joaquín de Valdivieso                                        |
| Secretario de Gobierno                 | Judas Tadeo de los Reyes                                                    |

### Tribunal Ejecutivo de 1811
Constituido tras el primer golpe de Estado de José Miguel Carrera.
| Cargo       | Nombre |
| ----------- | --- |
| Miembros    | Maestre de Campo Juan Enrique Rosales (Presidente) Coronel Martín Calvo Encalada Teniente coronel Juan Miguel Benavente Teniente coronel Juan Mackenna José Gaspar Marín |
| Secretarios | José Gregorio Argomedo Agustín de Vial Santelices |

### Junta de Gobierno 1811-1813
Constituida tras el segundo golpe de Estado de José Miguel Carrera.
| Junta Provisional de Gobierno de 1811 | Junta Provisional de Gobierno de 1811                                    | Junta Provisional de Gobierno de 1811                                      |
| Cargo                                 | Nombre                                                                   | Zona                                                                       |
| ------------------------------------- | ------------------------------------------------------------------------ | -------------------------------------------------------------------------- |
| Miembros                              | General José Miguel Carrera coronel Bernardo O'Higgins José Gaspar Marín | Por la parte del centro Por la parte meridional Por la parte septentrional |
| Secretarios                           | Agustín de Vial Santelices (Gobierno) Manuel Rodríguez (Guerra)          |                                                                            |

| Autoridad Suprema Provisional de 1811 | Autoridad Suprema Provisional de 1811                             | Autoridad Suprema Provisional de 1811 |
| Cargo                                 | Nombre                                                            |                                       |
| ------------------------------------- | ----------------------------------------------------------------- | ------------------------------------- |
| Miembros                              | Teniente coronel José Miguel Carrera                              |                                       |
| Secretarios                           | Manuel Joaquín de Valdivieso (Gobierno) Manuel Rodríguez (Guerra) |                                       |

| Junta Provisional de Gobierno de 1812-1813 | Junta Provisional de Gobierno de 1812-1813 | Junta Provisional de Gobierno de 1812-1813 |
| Cargo                                      | Nombre |                                            |
| ------------------------------------------ | --- | ------------------------------------------ |
| Miembros y roles                           | Teniente coronel (luego Brigadier) José Miguel Carrera Manuel Manso (Retirado) José Nicolás de la Cerda (Retirado) José Santiago Portales Pedro José Prado Jaraquemada                                      |                                            |
| Secretarios                                | Agustín de Vial Santelices (Gobierno, Interior; Retirado) Manuel Rodríguez (Guerra; Retirado) Manuel de Salas (Relaciones Exteriores) José Vicente de Aguirre (Interior; Retirado) Mariano Egaña (Interior) |                                            |
| Asesor Letrado                             | José Antonio Astorga |                                            |

| Junta Superior Gubernativa de 1813 | Junta Superior Gubernativa de 1813 | Junta Superior Gubernativa de 1813 |
| Cargo                              | Nombre |                                    |
| ---------------------------------- | --- | ---------------------------------- |
| Miembros                           | Francisco Antonio Pérez José Miguel Infante Agustín de Eyzaguirre Juan Egaña José Ignacio Cienfuegos                                                             |                                    |
| Secretarios                        | Mariano Egaña (Interior) Jaime de Zudáñez (Relaciones Exteriores; Retirado) Agustín de Vial Santelices (Guerra) José Tadeo Mancheño Laso (Relaciones Exteriores) |                                    |

### Junta de Gobierno de 1814
Se estableció el 23 de julio de 1814. El 8 de octubre del mismo año sus integrantes cruzaron la frontera hacia Mendoza.
| Cargo      | Nombre                                | Inicio              | Final                |
| ---------- | ------------------------------------- | ------------------- | -------------------- |
| Presidente | Brigadier José Miguel Carrera Verdugo | 23 de julio de 1814 | 8 de octubre de 1814 |
| Miembros   | Julián Uribe Rivas                    | 23 de julio de 1814 | 8 de octubre de 1814 |
| Miembros   | Manuel Muñoz Urzúa                    | 23 de julio de 1814 | 8 de octubre de 1814 |

## Organización de la República

### Junta Gubernativa de 1823
| Posición   | Nombre                                          |
| ---------- | ----------------------------------------------- |
| Presidente | Agustín de Eyzaguirre                           |
| Miembros   | Fernando Errázuriz Aldunate José Miguel Infante |

### Junta de Gobierno de 1829
| Posición   | Nombre                                                 |
| ---------- | ------------------------------------------------------ |
| Presidente | José Tomás Ovalle y Bezanilla                          |
| Miembros   | Isidoro de Errázuriz Aldunate José María Guzmán Ibáñez |

## Guerra Civil de 1891

### Junta de Gobierno de 1891

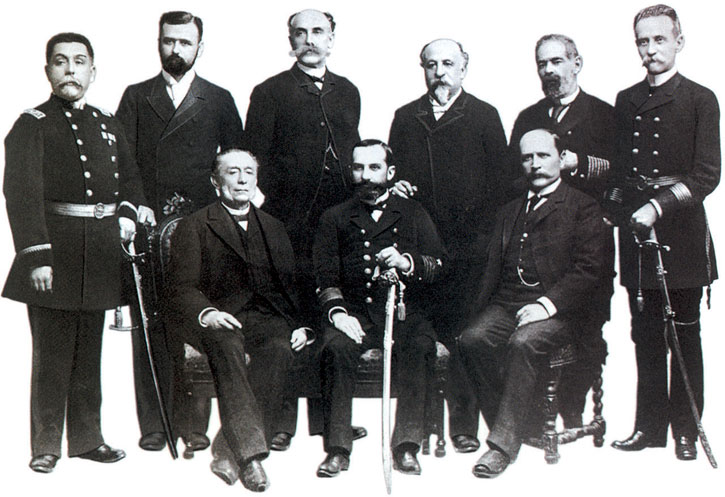
Junta de gobierno de Iquique.

| Cargo      | Nombre                        | Ocupación política o militar                                   |
| ---------- | ----------------------------- | -------------------------------------------------------------- |
| Presidente | Jorge Montt                   | Capitán de Navío                                               |
| Miembros   | Waldo Silva Ramón Barros Luco | Vicepresidente del Senado Presidente de la Cámara de Diputados |

## SigloXX

### Junta de Gobierno de 1924

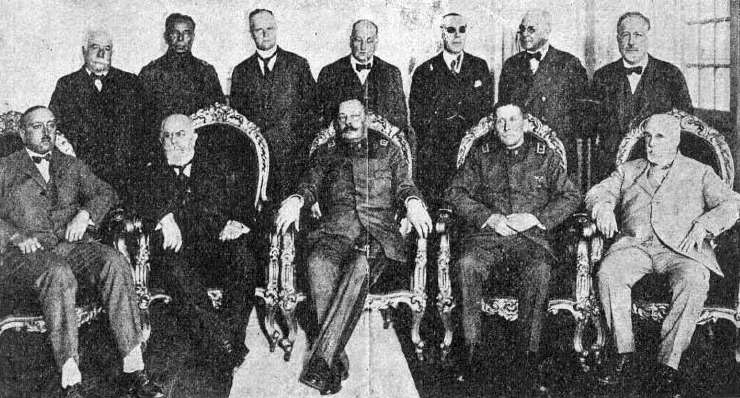
Junta de Gobierno de 1924.

| Posición            | Nombre                       |
| ------------------- | ---------------------------- |
| General de División | Luis Altamirano Talavera     |
| Vicealmirante       | Francisco Nef Jara           |
| General de División | Juan Pablo Bennett Argandoña |

### Junta de Gobierno de 1925

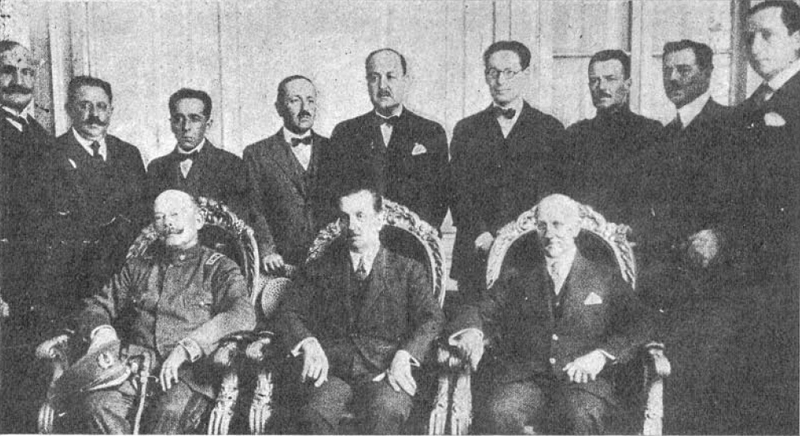
Junta de Gobierno de 1925.

| Posición   | Nombre                                                              |
| ---------- | ------------------------------------------------------------------- |
| Presidente | Emilio Bello Codesido                                               |
| Miembros   | General de División Pedro Dartnell Encina Vicealmirante Carlos Ward |

### Junta de Gobierno de laRepública Socialista de Chilede 1932
| Cargo      | Nombre                                                                      | Inicio                                                     | Final                                                      |
| ---------- | --------------------------------------------------------------------------- | ---------------------------------------------------------- | ---------------------------------------------------------- |
| Presidente | General Arturo Puga Osorio Carlos Dávila Espinoza                           | 4 de junio de 1932 16 de junio de 1932                     | 16 de junio de 1932 8 de julio de 1932                     |
| Miembros   | Carlos Dávila Espinoza Rolando Merino Reyes Pedro Nolasco Cárdenas Avendaño | 4 de junio de 1932 13 de junio de 1932 16 de junio de 1932 | 13 de junio de 1932 16 de junio de 1932 8 de julio de 1932 |
| Miembros   | Eugenio Matte Hurtado Alberto Cabero Díaz                                   | 4 de junio de 1932 16 de junio de 1932                     | 16 de junio de 1932 8 de julio de 1932                     |

### Junta Militar de 1973-1990

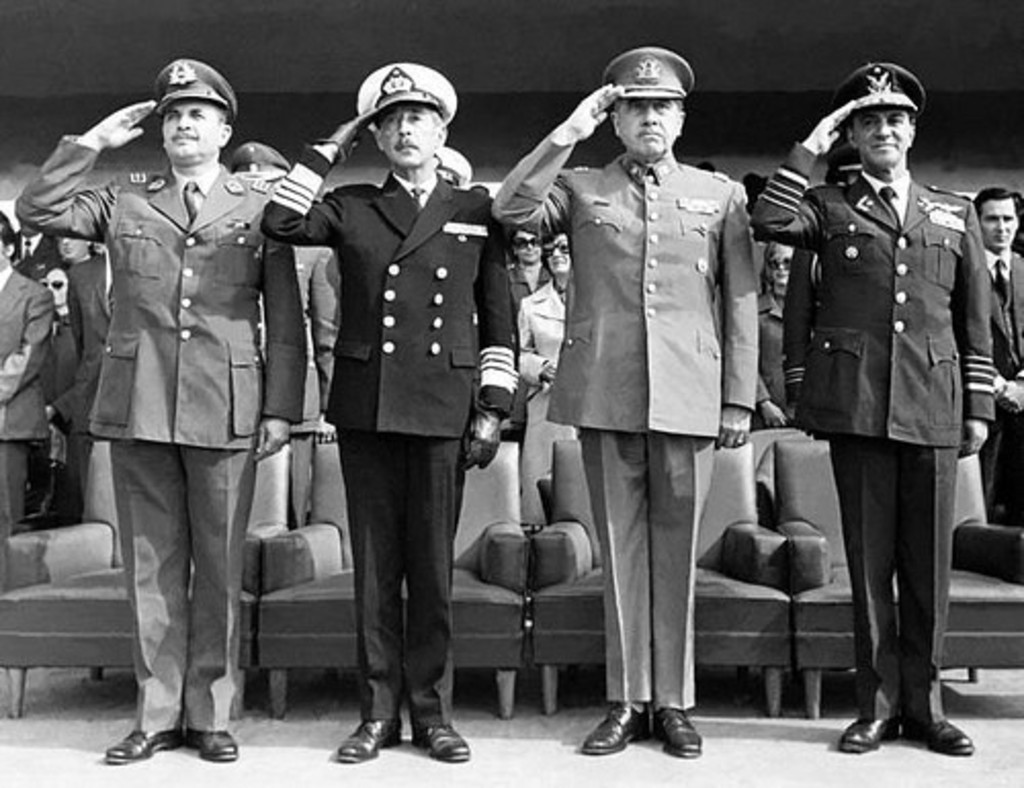
Junta Militar en 1973.

| Institución  | Nombre | Inicio | Final |
| ------------ | --- | --- | --- |
| Ejército     | Augusto Pinochet Ugarte César Benavides Julio Canessa Robert Humberto Gordon Rubio Santiago Sinclair Oyanedel Jorge Lucar Figueroa | 11 de septiembre de 1973 11 de marzo de 1981 11 de marzo de 1983 11 de marzo de 1985 11 de marzo de 1987 11 de marzo de 1989 | 11 de marzo de 1981 11 de marzo de 1983 11 de marzo de 1985 11 de marzo de 1987 11 de marzo de 1989 11 de marzo de 1990 |
| Armada       | José Toribio Merino Castro Jorge Martínez Busch                                                                                    | 11 de septiembre de 1973 8 de marzo de 1990                                                                                  | 8 de marzo de 1990 11 de marzo de 1990                                                                                  |
| Fuerza Aérea | Gustavo Leigh Guzmán Fernando Matthei Aubel                                                                                        | 11 de septiembre de 1973 24 de julio de 1978                                                                                 | 24 de julio de 1978 11 de marzo de 1990                                                                                 |
| Carabineros  | César Mendoza Durán Rodolfo Stange Oelckers                                                                                        | 11 de septiembre de 1973 2 de agosto de 1985                                                                                 | 2 de agosto de 1985 11 de marzo de 1990                                                                                 |